# Mill Creek (Chehalis River)
Der Mill Creek (englisch für „Mühlbach“) ist ein kleiner Bach im Grays Harbor County, US-Bundesstaat Washington.
Er entspringt in einem Waldgebiet südöstlich von Cosmopolis. Am Rand der Stadt wird er zu einem kleinen Teich aufgestaut und danach unterirdisch durch ein Wohngebiet geführt. Nordwestlich von Cosmopolis kommt der Mill Creek wieder an die Oberfläche und mündet kurz darauf in den Chehalis River. Der Mill Creek Park um den Mill Creek Pond und Wanderwege entlang des Baches dienen der Naherholung.
Im späten 19. Jahrhundert baute Charles Stevens aus dem Tal des Humptulips einen Damm am damals noch Beaver Creek genannten Bach, um mit dessen Wasser eine Getreidemühle zu betreiben. 1880 wurde aus dieser Mühle das erste Sägewerk des Grays Harbor Countys, dessen wichtigster Wirtschaftszweig die Holzverarbeitung über ein Jahrhundert lang blieb.